# 로런 소샤
로런 소샤(Lauren Socha, 1990년 6월 9일 ~ )는 잉글랜드의 배우이다.

## 출연 작품
- 좀비 : 죽은 자들의 도시 (2019)
- 미스핏츠 3 (2011)
- 차일드 (2011)
- 미스핏츠 2 (2010)
- 미스핏츠 1 (2009)
- 디 언러브드 (2009)